# Kieruj (Stawiguda)
Kieruj (deutsch Kerrey) ist ein Ort in der polnischen Woiwodschaft Ermland-Masuren und gehört zur Gmina Stawiguda (Landgemeinde Stabigotten) im Powiat Olsztyński (Kreis Allenstein).
Kieruj liegt im Westen der Woiwodschaft Ermland-Masuren, 14 Kilometer südwestlich der Kreisstadt Olsztyn (deutsch Allenstein).
Die heutige Waldsiedlung (polnisch Osada leśna) wurde 1823 als Försterei gegründet. Bis 1945 war sie ein Wohnplatz der Gemeinde Schönfelde (polnisch Unieszewo) im ostpreußischen Kreis Allenstein. 1945 kam der Ort in Kriegsfolge mit dem gesamten südlichen Ostpreußen zu Polen und erhielt die polnische Namensform „Kieruj“. Heute gehört die Siedlung zur Gmina Stawiguda (Landgemeinde Stabigotten) im Powiat Olsztyński (Kreis Allenstein).
Bis 1945 war Kerrey in die evangelische Kirche Manchengut, und zum Teil auch in die Kirche Allenstein in der Kirchenprovinz Ostpreußen der Kirche der Altpreußischen Union, außerdem in die römisch-katholische Kirche Schönbrück (polnisch Sząbruk) eingepfarrt.
Heute gehört Kieruj evangelischerseits zur Christus-Erlöser-Kirche Olsztyn in der Diözese Masuren der Evangelisch-Augsburgischen Kirche in Polen, sowie katholischerseits zur Kirche Stawiguda im Erzbistum Ermland.
Kieruj liegt an einer Nebenstraße, die den kleinen Ort mit Stawiguda (Stabigotten) an der Schnellstraße 51 verbindet. Stawiguda ist zugleich die nächste Bahnstation und liegt an der Bahnstrecke Działdowo–Nidzica–Olsztyn (deutsch Soldau–Neidenburg–Allenstein).